# Biantes thamang
Biantes thamang is een hooiwagen uit de familie Biantidae. De wetenschappelijke naam van Biantes thamang gaat terug op J. Martens.